# Olympia - Un'indagine ai giochi ellenici
Olympia - Un'indagine ai giochi ellenici è un romanzo giallo storico ambientato nella Grecia del primo secolo d.C., scritto da Danila Comastri Montanari e pubblicato dalla Hobby & Work nel 2004. Fa parte della collana Publio Aurelio Stazio, come suo dodicesimo episodio.

## Trama
Publio Aurelio Stazio, un giovane senatore dell'impero romano, è ad Olimpia alla 205ª edizione dei Giochi Ellenici, con il compito, affidatogli dalla sua amica Pomponia, di sovrintendere alla corsa della sua biga di puledri così da scoraggiare eventuali atti di sabotaggio. Pomponia vuole infatti essere la prima matrona romana a concorrere alle Olimpiadi e a guadagnarsi l'oleastro, ma non può parteciparvi in prima persona a causa di un'intolleranza alimentare che la costringe a rimanere rinchiusa nei suoi alloggi romani.
Il senatore, accompagnato dal suo impareggiabile segretario, schiavo alessandrino e migliore amico, Castore, arriva ad Olimpia in attesa dell'apertura dei giochi, ma si accorge immediatamente che l'atmosfera che si respira non è propriamente serena. Vengono infatti assassinati in rapida sequenza un tifoso, ucciso a coltellate, un pentatleta, sgozzato con il bordo tagliente di un antico disco da competizione, ed un velocista, trafitto con un giavellotto. Gli indizi raccolti farebbero supporre che il serial killer sia Pirro, discobolo di Corinto, che risulta subito irreperibile. Publio Aurelio non ne è convinto ed è deciso a vedere chiaro nelle misteriose uccisioni. Così, pur ampiamente sconsigliato sia da Castore che dai locali, Aurelio comincia ad investigare tra giudici di gara di imparzialità discutibile, concorrenti pronti a tutto pur di vincere l'oleastro, spettatori dall'identità non esattamente cristallina e una bella matrona che, forse non proprio per caso, incrocia la strada del giovane investigatore.
Sugli ultimi omicidi si staglia poi l'ombra di un altro delitto, molto più antico e che ebbe come vittime tutti i componenti della famiglia di Ermete, matematico orgoglioso ed irascibile, tranne il suo secondogenito, ambiguo adolescente che pare avere l'intenzione di mettere a dura prova l'esclusivo interesse di Publio Aurelio per le donne...

## Edizioni
- Danila Comastri Montanari, Olympia - Un'indagine ai giochi ellenici, Hobby & Work, 10 giugno 2004,  pp. 317, ISBN 978-8871339023.

- Danila Comastri Montanari, Olympia - Un'indagine ai giochi ellenici, Publio Aurelio Pocket, Hobby & Work, 2005,  p. 275, ISBN 9788878513464.

- Danila Comastri Montanari, Olympia - Un'indagine ai giochi ellenici, collana Oscar Mondadori bestsellers, Mondadori, 23 giugno 2015,  p. 243, ISBN 978-8804652014.